# Rolueckia
Rolueckia is een geslacht van korstmossen dat behoort tot de orde Lecanorales van de ascomyceten. De typesoort is Rolueckia conspersa.

## Soorten
Volgens Index Fungorum telt het geslacht drie soorten (peildatum december 2023):
| Soortnaam           | Auteur(s)                              | Publicatiejaar |
| ------------------- | -------------------------------------- | -------------- |
| Rolueckia aggregata | (R. Sant.) Papong, Thammath. & Boonpr. | 2008           |
| Rolueckia conspersa | (Stirt.) Papong, Thammath. & Boonpr.   | 2008           |
| Rolueckia siamensis | Papong, Thammath. & Boonpr.            | 2008           |